# Міст (роман Бенкса)
«Міст» (англ. The Bridge) — третій за рахунком роман сучасного  шотландського письменника  Ієна Бенкса, що вийшов друком у 1986 році.

## Короткий огляд
Роман починається з того, що головний герой потрапляє в серйозну  автокатастрофу. Він отримує множинні травми, його розум занурюється в  кому. Перебуваючи в цьому стані, головний герой переживає дивні пригоди в різних світах, реальне існування яких так і залишається в романі під питанням.

## Сюжет
У романі «Міст» присутні три головних героя, які на перший погляд ніяк не перетинаються між собою, і живуть в абсолютно різних світах: інженер-енергетик з Единбурга, Джон Орр і Варвар.
Інженер-енергетик, чиє ім'я не згадується, народився в шотландському місті Глазго і мав цілком звичайне дитинство і юність. Він познайомився з дівчиною на ім'я Андреа Крамон, їх відносини дійшли майже до весілля, але Андреа поїхала в Париж вивчати російську мову. Поступово відносини між ними стали холонути, навіть незважаючи на те, що дівчина закінчила навчання і повернулася в Единбург, де тепер жив герой книги. Чоловік починає зловживати наркотиками і алкоголем. Сподіваючись відновити відносини з Андреа, яку до сих пір любить, він сідає за кермо і їде до неї, потрапляючи в автокатастрофу.
Недорікуватий варвар, разом з розмовляючим ножем і чарівним птахом, мандрує то по якійсь країні, то підземним світом, зустрічаючи на своєму шляху  Харона, Цербера,  Медузу Горгону,  Сплячу красуню. Доживши до глибокої старості, Варвар вирішує повернути молодість.
Джон Орр — людина, яка втратила пам'ять. Його, потопаючого, виловили з вируючих вод, і тепер він живе на величезному мосту-державі, абсолютно нічого не пам'ятаючи про своє минуле життя. Джон відвідує лікаря, доктора Джойса, який не залишає надію на повернення до пацієнта пам'яті. При його допомозі, Орр отримує досить непогані апартаменти, всі його витрати оплачуються лікарнею, де працює Джойс. Але коли Джон відмовляється від курсу гіпнозу, доктор розриває з ним усілякі відносини. Його переселяють на нижній ярус моста, де живуть робітники, і конфісковують все особисте майно. Вирішуючи дізнатися більше про себе, і тому, що знаходиться за межами моста, Джон Орр прокрадається в поїзд і ховається в туалеті. Через кілька днів його виявляють, і висаджують вже на суші, в Республіці. Його поселяють в барак, і дають роботу двірника. У зв'язку з тим, що Орр не знає місцевої мови, він стає відповідною кандидатурою на посаду офіціанта, який обслуговує поїзд, що везе високопоставлених чиновників Республіки в невідому країну, для виконання  миротворчої місії. Поїзд захоплює банда  мародерів, на чолі з людиною, що називає себе фельдмаршалом. Орр тікає, і вирішує повернутися назад на Міст. Щоночі йому сниться чоловік, що лежить під крапельницею. У міру того, як цій людині стає гірше, навколишній Орра світ все більше занурюється в хаос.

## Додаткова інформація
- Прототипом Моста-держави з роману є в реальності існуючий в Единбурзі міст через Ферт-оф-Форт (Forth Bridge). Біля нього, разом зі своєю коханою, любив гуляти інженер-енергетик, основна діюча особа роману. Також, в іменах деяких жителів Моста-держави є відсилання до імен проектувальників Forth Bridge: Вілльяма Еррола, Джона Фоулера (Фаулеру) і Бенджаміна Бейкера.
- Метод використання в одному літературному творі декількох, на перший погляд не пов'язаних між собою історій, в кінцевому підсумку зливаються в єдине оповідання, яке використовував в 1981 році земляк Бенкса, шотландець Аласдер Грей в своєму романі «Ланарк».